# Ringwall Buchenberg

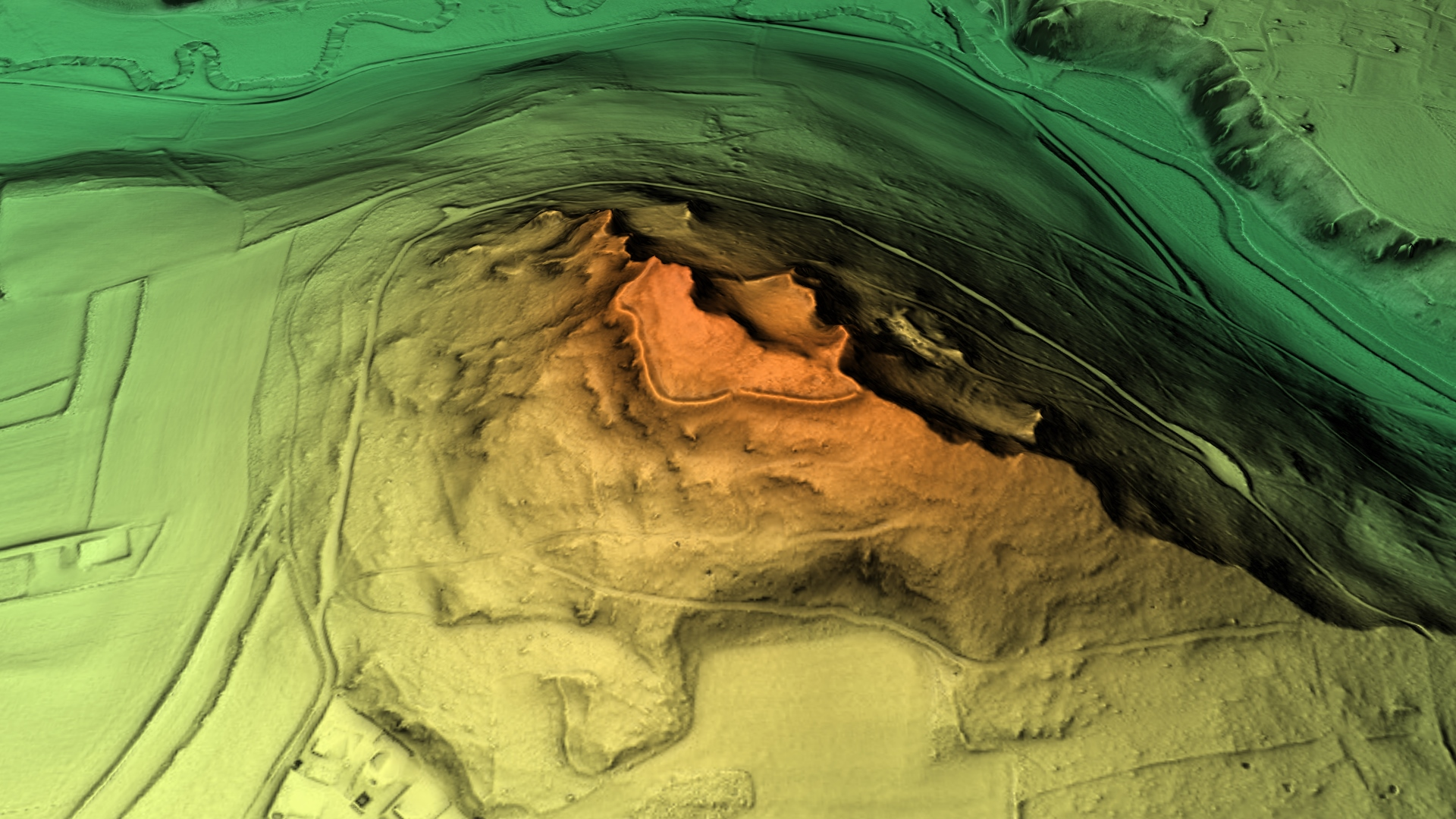
3D-Ansicht des digitalen Geländemodells

Der Ringwall Buch(en)berg (bisweilen fälschlicherweise als „Keltenschanze“ oder „Keltenwall“ bezeichnet) liegt ca. 1500 m nordnordwestlich  der oberpfälzischen Stadt Parsberg im Landkreis Neumarkt in der Oberpfalz und etwa 600 m südwestlich von Hackenhofen, heute ein Ortsteil von Parsberg. Der Ringwall liegt auf dem Buchberg im Staatswaldbezirk Buchenberge und ist eine von mehreren vorgeschichtlichen Befestigungsanlagen im Tal der Schwarzen Laber. Die Anlage wird als Bodendenkmal unter der Aktennummer D-3-6836-0099 im Bayernatlas als „urnenfelderzeitliche Höhensiedlung, vor- oder frühgeschichtlicher Ringwall, Höhle H 44 mit archäologischen Funden“ geführt.

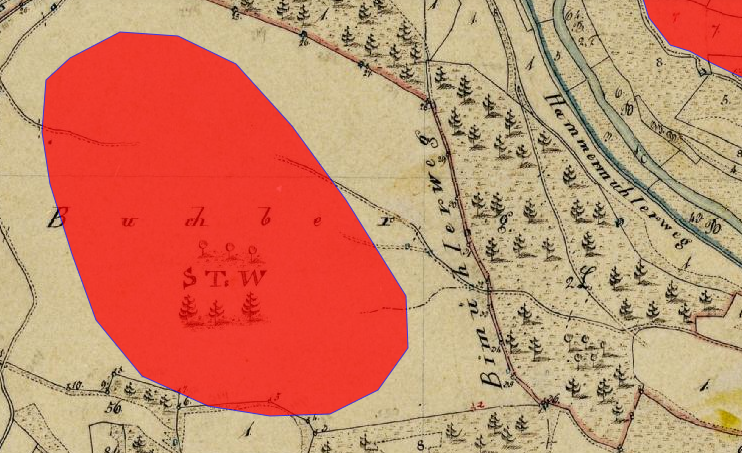
Lageplan des Ringwall Buchenberg auf dem Urkataster von Bayern

## Beschreibung
Die teilweise von Dolomitfelsen gekrönte Höhe des Buchberges wird von einem dreiviertelkreisförmigen Wall begleitet, er umschließt eine Fläche von etwa 24 Hektar. Dieser beginnt im Nordwesten auf einem steilen Felsen, folgt dann mit geringem Gefälle dem Höhenrand nach Süden und Ostsüdost. Der mächtige Abschnittswall im Nordwesten stammt aus einer späteren Zeit als der übrige Randwall. Er könnte in die Latènezeit zurückreichen und als Wohn-, Wehr- und vielleicht auch als Kultstätte gedient haben. Gemäß den Geländegegebenheiten bildet der Wall im Südosten eine schmale Zunge und läuft im Nordosten auf einem Felsplateau aus. Eine Mulde zwischen den beiden Wallenden wird von Felsturm zu Felsturm durch einen Steinwall abgeriegelt, der als Zangentor gedeutet wird. Bei dem Tor auf der Südseite biegt die westliche Wallwange deutlich ein, während die östliche gerade ansetzt. In dem Wallabschnitt steckt vermutlich eine Mauer; auf der Innenseite des Walls ist teilweise eine seichte Vertiefung vorhanden. Der Zweck dieses  ein  Meter  tiefen  Grabens ist  ungeklärt. Vor dem Tor auf der Südseite kann man einen Altweg erkennen, der in östliche Richtung abbiegt.
In der Anlage kann man eine  obere  und  eine  untere  Burg erkennen.  Beide  Abschnitte  waren durch  eine  Palisade voneinander  getrennt. Der Ringwall  besteht wahrscheinlich (archäologische Grabungen stehen noch aus) aus zwei aufgeschichteten Mauern mit einer dazwischenliegenden Holzgitter-Steine-Erde-Konstruktion. Die Außenmauer bestand mit Sicherheit aus großen aufgeschichteten Feldsteinen, innerhalb dieser Mauer befand sich eine Holzgitterkonstruktion aus  senkrechten Pfosten, die durch horizontal liegende Balken verbunden waren. Dieses Holzgitter verfüllte man mit kleineren Feldsteinen und Erde zu einer Rampe und baute an diese eine weitere  Mauer zur Stützung an.

## Geschichte
Auch bei diesem Ringwall hat es sich um eine ständig bewohnte Befestigungsanlage und einen Sitz für Klein- oder Stammesfürsten gehandelt. Die Anfang des 20. Jahrhunderts verbreitete Deutung als zeitweilige Zufluchtsstätte für den Kriegsfall und die damit in Zusammenhang stehende Bezeichnung „Fliehburg“ wird heute für dieses Bauwerk abgelehnt.
Der Ringwall war während dreier Kulturperioden ununterbrochen bewohnt. Die Entstehungszeit geht in die Mittlere Bronzezeit (1600–1400 v. Chr.) zurück. Wie Lesefunde aus der Urnenfelderkultur nahelegen (drei fast vollständig erhaltene Tongefäße), erlebte die Befestigung einen baulichen Höhepunkt wahrscheinlich in der Späten Bronzezeit (1300–800 v. Chr.). Aus der Hallstattzeit (800–400 v. Chr.) und der darauf folgende Latènezeit (450–15 v. Chr.) sind nur spärliche Funde nachzuweisen.
Neben den Keramikfunden wurden auch bronzezeitliche Pfeilspitzen und ein prähistorischer 32  cm  langer  Peschieradolch (benannt nach dem Fundort Peschiera del Garda in Norditalien) gefunden. Aus der Urnenfelderzeit  stammt eine 27 cm lange und 5,5 cm breite bronzene Lanzenspitze. Eine eiserne Lanzenspitze, ein großer Nagel und mehrere kleine geschmiedete Eisennägel sowie eine eiserne Schwanenhalsfibel stammen aus der Spätlatènezeit. Zudem konnte eine jungsteinzeitliche Klinge auf der Erdrampe der Südmauer gefunden werden.
Militärisch genutzt wurde der Ringwall noch einmal während der napoleonischen Kriege von französischen Truppen. Bezeugt sind Musketenkugeln, die sich innerhalb der Befestigungsanlage finden ließen. Gegen Ende des Zweiten Weltkrieges zogen versprengte ungarische SS-Soldaten die Laber abwärts in Richtung Hammermühle, wobei in dem Ringwall weggeworfene Feldflaschen und militärisches Essgeschirr neben abgeschossenen Patronenhülsen und Gewehr- und Pistolenpatronen gefunden wurden.